# Giorgio Pasotti

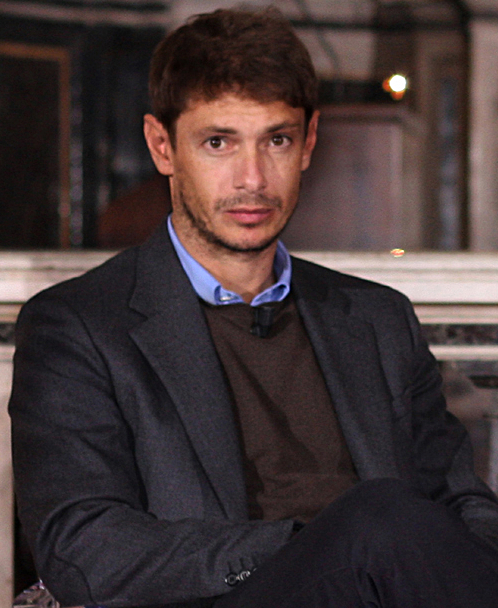
Giorgio Pasotti (2012)

Giorgio Pasotti (* 22. Juni 1973 in Bergamo) ist ein italienischer Filmschauspieler.
Pasotti drehte zuerst vier Spielfilme in China, bevor er in Italien eine Filmrolle angeboten bekam.
Zu seinen bekanntesten Filmen zählt Die Bibel – Paulus, mit dem Pasotti auch in Deutschland bekannt wurde. Er spielte in dem Film die Rolle von Johannes.
Er lebt seit 2004 mit der Schauspielerin Nicoletta Romanoff zusammen.

## Filmografie (Auswahl)
- 2000: Die Bibel – Paulus
- 2001: Ein letzter Kuss (L’ultimo bacio) – Regie: Gabriele Muccino
- 2004: Die zweite Hälfte der Nacht (Dopo mezzanotte) – Regie: Davide Ferrario
- 2012: Anita Garibaldi
- 2013: La Grande Bellezza – Die große Schönheit (La Grande Bellezza) – Regie: Paolo Sorrentino
- 2019: La compagnia del cigno (Fernsehserie, 4 Folgen)
- 2020: Alles wird gut (Abbi Fede)